# 肩飾石斑魚
肩飾石斑魚，為輻鰭魚綱鱸形目鱸亞目鮨科的其中一種，分布於西印度洋區，從紅海至巴基斯坦海域，棲息深度5-50公尺，體長可達38公分，生活在水淺的沙底質海域，為底棲性魚類，屬肉食性，可做為食用魚。

## 擴展閱讀
維基物種上的相關：肩飾石斑魚